# اینگلیش مرکوری
اینگلیش مرکوری (انگلیسی: The English Mercurie) یک جعل ادبی بود که ادعا می‌کرد اولین روزنامه انگلستان است. این روزنامه ظاهراً حاوی گزارشی از نبرد انگلستان با ناوگان اسپانیایی آرمادا در ۱۵۸۸ بود اما در واقع، در سده ۱۸ میلادی توسط ارل دوم هاردویک، فیلیپ یورک و دوستانش به عنوان یک بازی ادبی جعل شده بود. با این‌که جعلی بودن این روزنامه در ۱۸۳۹ مشخص شد، نسخه‌هایی از مرکوری همچنان در دوران مدرن و به اشتباه واقعی دانسته می‌شوند.